# Manel Ferrer i Estany
Manel Ferrer i Estany   (Barcelona, 1940) és un autor de còmic català. La seva sèrie més coneguda és Manolo e Irene, de caràcter eròtic i còmic. Firma com a Manel, Ferrer, Nelito i Nolo.

## Biografia
Manel Ferrer va començar la seva carrera professional el 1961 quan va entrar a l'agència Selecciones Ilustradas, des d'on va produir una gran varietat de còmics per al mercat internacional. Va simultaniejar aquesta feina a l'agència amb les col·laboracions al Cavall Fort.
Durant el boom del còmic per a adults a l'Estat espanyol, va crear la seva sèrie més popular, Manolo e Irene, per a la revista El Papus (1978). Ja als anys noranta, va treballar als suplements «El Tebeo» i «Mini Mundo», dels diaris El Periódico de Catalunya i El Mundo, respectivament.

## Obra
| Any  | Títol                     | Guionista    | Publicació                        |
| ---- | ------------------------- | ------------ | --------------------------------- |
| 1966 | Esta es su vida: Seat 600 |              | Los 4 Ye-Yés                      |
| 1966 | El Nasi                   |              | Cavall Fort                       |
| 1967 | Els Cepats                |              | Cavall Fort                       |
| 1969 | De Balaguer a Kum-Ram     | Maria Novell | Cavall Fort                       |
| 1970 | Delta 99                  |              | Delta 99                          |
| 1970 | Buffalo Bill              |              | Selecciones Ilustradas            |
| 1978 | Manolo e Irene            |              | El Papus, etc.                    |
| 1982 | Manoladas                 |              | Comix Internacional + Ilustración |
| 1994 | Musculón                  |              | Mini Mundo                        |
| 1996 | Ovnio                     |              | Mini Mundo                        |